# مقیاس رومیر

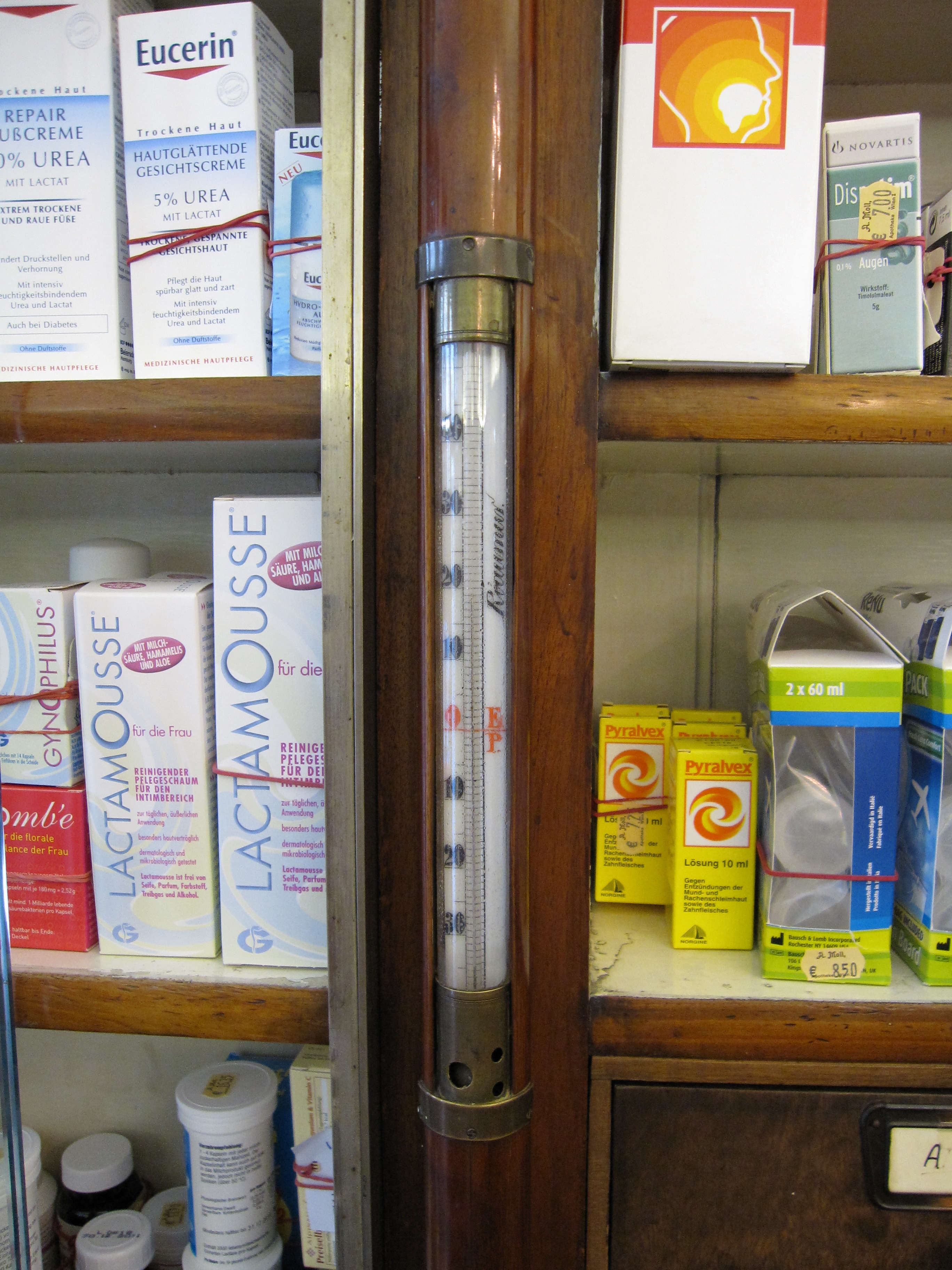
یک دماسنج قدیمی رومیر که دمای داروخانه را نمایش می‌دهد

مقیاس رومیر (به فرانسوی: Réaumur scale) به اختصار (°Ré, °Re, °R) یک یکای اندازه‌گیری دما است. در این مقیاس دمای ذوب یخ و جوش آب مد نظر بوده‌است که به ترتیب ۰ و ۸۰ در نظر گرفته شده‌اند. نام این مقیاس برگرفته از نام رنه آنتوان فرشول دو رئومور که این اندازه‌گیری را در سال ۱۷۳۰ معرفی کرد.
دماسنج رومیر به کمک الکل کار می‌کرد و دمای صفر آن را بر اساس دمای ذوب یخ تنظیم کرده‌اند و تیوبی که الکل در آن قرار داشت را به صورت یک‌هزارم درجه مدرج کرده‌اند. رومیر تغییرات حجم الکل در زمانی که آب به جوش می‌آمد را با عدد ۸۰ °Ré — نمایش داد که در این درجه الکل ۸درصد منبسط‌تر می‌شد. وی الکل را به جای جیوه انتخاب کرد چون تغییرات حجمی آن بیشتر بود ولی این انتخاب باعث شد که دماسنج وی خیلی حجیم و بزرگ باشد و دمای جوش پائین الکل استفاده از آن را برای بسیاری از مصرف‌کنندگان محدود می‌کرد.

## استفاده

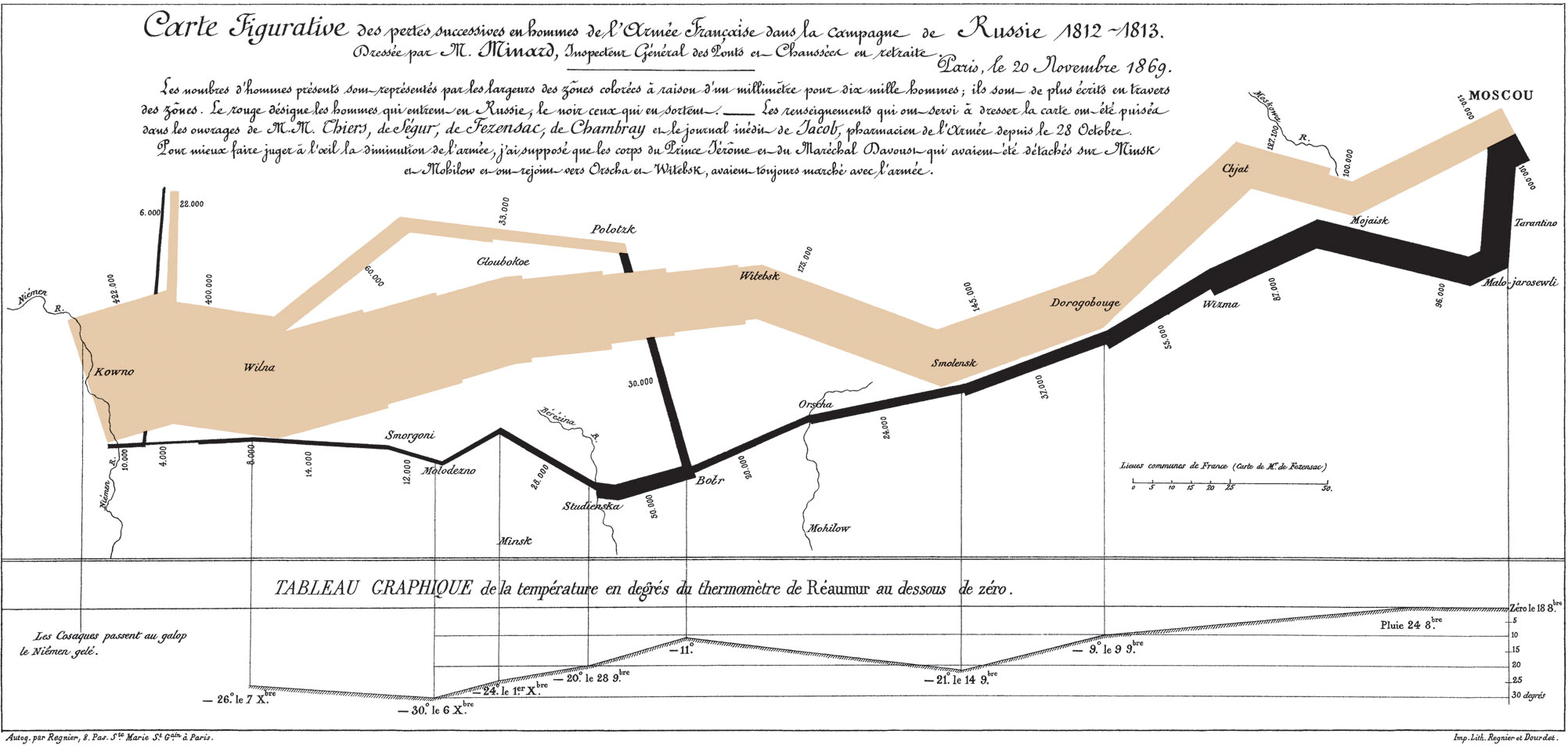
Charles Minard's اطلاعات نموداری 1812 حمله فرانسه به روسیه.

مقیاس رومیر در اروپا پرکاربرد شد به خصوص در فرانسه، آلمان و روسیه از آن بسیار استفاده می‌کردند و در آثار فیودور داستایفسکی، لئو تولستوی و ولادیمیر ناباکوف به آن استناد شده‌است.
در دهه ۱۷۹۰ دولت فرانسه مقیاس سیلسیوس را برای دستگاه متریک انتخاب کرد و جایگرین مقیاس رومیر نمود؛ با این وجود تا انتهای سده ۱۹ در بسیاری از نقاط اروپا از این مقیاس استفاده می‌شد.
در عصر مدرن از این مقیاس برای اندازه‌گیری دمای شیر استفاده می‌شود و در ایتالیا برای ساخت پنیر پارمیجانو و Grana Padano و پنیرهای آلپ سوئیس به آن استناد می‌گردد.
در هلند از دمای رومیر برای پختن بعضی از شیرینی‌ها و دسرها استفاده می‌شود.
|                                                                                         | از مقیاس رومیر            | به مقیاس رومیر              |
| --------------------------------------------------------------------------------------- | ------------------------- | --------------------------- |
| سلسیوس                                                                                  | [°C] = [K] − ۲۷۳٫۱۵       | [K] = [°C] + ۲۷۳٫۱۵         |
| فارنهایت                                                                                | [°F] = [K] × 9⁄5 − ۴۵۹٫۶۷ | [K] = ([°F] + ۴۵۹٫۶۷) × ۵⁄۹ |
| رانکین                                                                                  | [°R] = [K] × ۹⁄۵          | [K] = [°R] × ۵⁄۹            |
| برای فاصله دمایی نه یک دمای خاص ۱ K = ۱°C = ۹⁄۵°F = ۹⁄۵°R مقایسه دما در مقیاس‌های متفاوت |                           |                             |